# Roger Fry
Roger Eliot Fry, född 14 december 1866 i Highgate i London, död 9 september 1934 i London, var en brittisk målare, konstkritiker, konstpedagog och museiman.

## Biografi
Roger Fry blev konstkritiker på Atheneum 1901. Han verkade vid Metropolitan Museum of Art 1905–1910. Han var redaktör på The Burlington Magazine 1910–1919 och dessutom föreståndare för Omega Workshop (ett konsthantverkarkooperativ) 1913. Han blev professor vid universitetet i Cambridge 1933.
Roger Fry var medlem av Bloomsburygruppen och fick som konstkritiker och pedagog stort inflytande över det engelska konstlivet. Bland annat organiserade han två utställningar (1910 respektive 1912) med postimpressionistisk konst på Grafton Galleries i London. Utställningarna, som bland annat visade verk av Henri Matisse, Paul Cézanne, Vincent van Gogh och Paul Gauguin, betraktas som milstolpar i det brittiska konstlivet då de starkt bidrog till att ge modernismen fotfäste i Storbritannien.
Fry och Clive Bell var formalismens främsta förkämpar. Fry skrev, förutom monografier över Paul Cézanne och Henri Matisse, uppsatser som envetet betonade konstverkens formella kvaliteter. 

## Bildgalleri

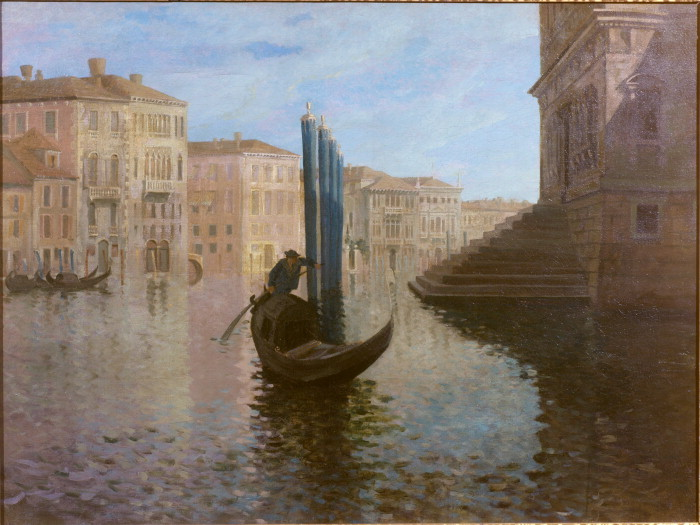
Venecia (1899)
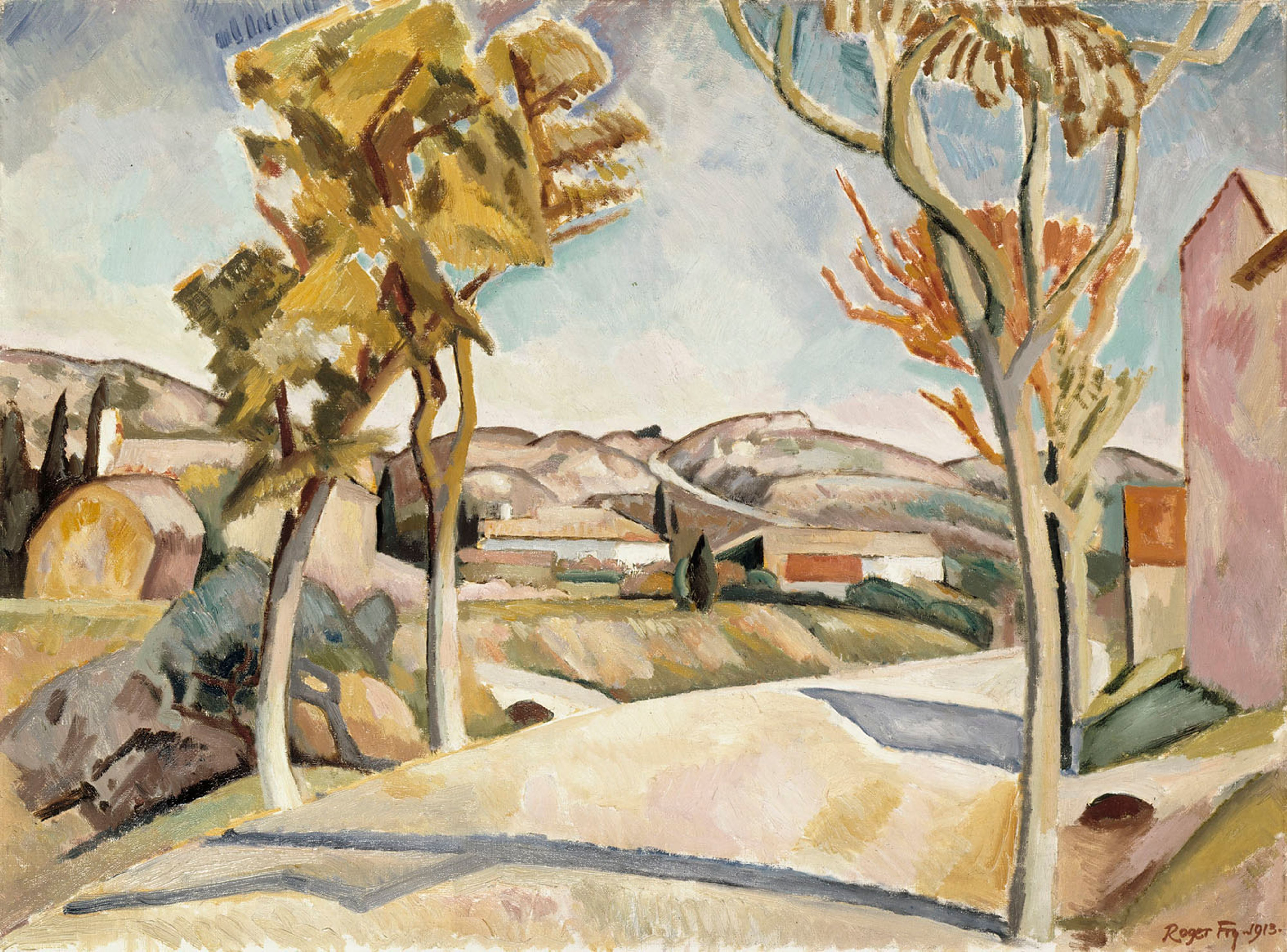
Landscape (1913)
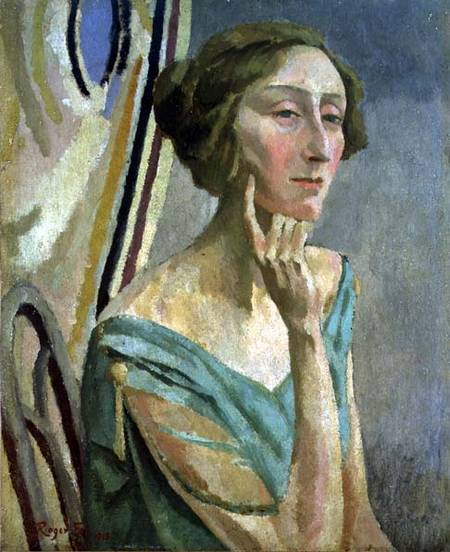
Edith Sitwell (1915)
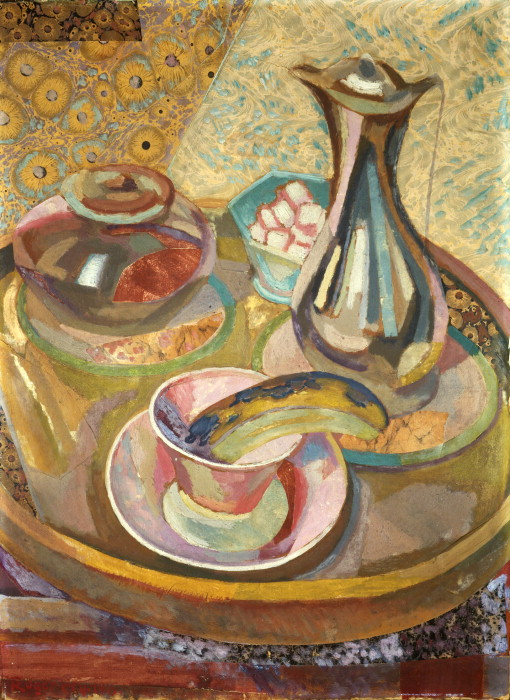
Still life (1915)
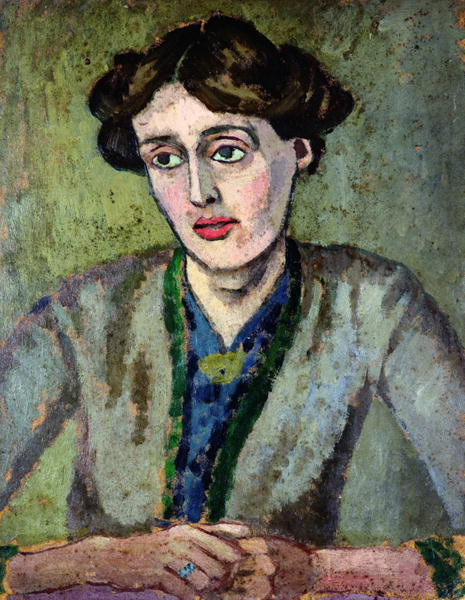
Virginia Woolf (c. 1917)
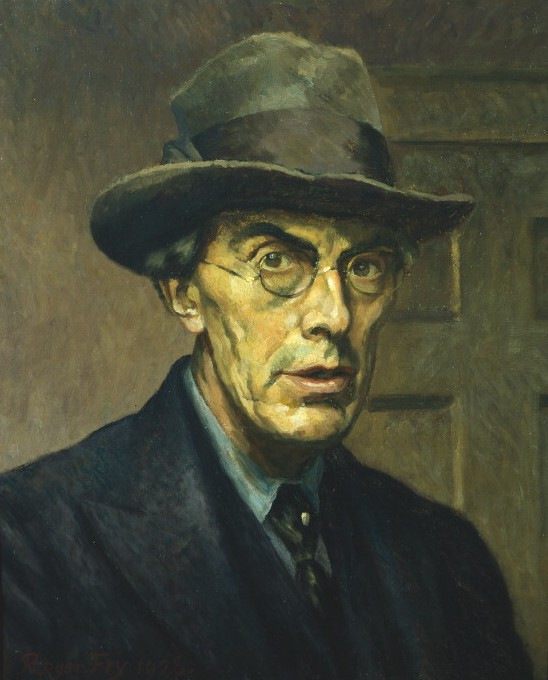
Självporträtt (1928)

### Biografi
- Roger Fry. A Biography - Woolf, Virginia (1940)